# Hovsør
Hovsør ist ein Weiler in Dänemark. Er gehört heute zur Gemeinde Østerild. Er liegt auf Thy, neun Kilometer nordöstlich von Thisted, zwischen dem Thisted Bredning und dem Lønnerup-Fjord im dänischen Jütland. 
Der Hafen von Hovsør war bis ins 16. Jahrhundert von Bedeutung für die Schifffahrt im Limfjord. Heute wird der Zugang zum Østerild-Fjord durch den Hovsørvej, einen Straßendamm, überbrückt.
Bekannt ist der Aufstand von 1524, als die Bürger von Hovsør gegen die von Thisted um die Stadtprivilegien kämpften. Die Einwohner von Hovsør waren mit dem Gutsbesitzer auf Lyngholm in Svankjær befreundet. Da er Hovsør im Kampf mit Eingaben an den dänischen König Friedrich I. unterstützte, brannten die Einwohner von Thisted seinen Hof im Zuge des Aufstandes nieder. Thisted trug den Sieg davon und die Streitigkeiten über die Stadtprivilegien wurden 1536 beigelegt, als Thisted unter die Krone des Königs kam.
Hovsør verödete mehr und mehr, blieb aber Kai bis 1841, als Thisteds neuer Hafen fertig war. Hovsør hat heute eine einzigartige Landschaft mit einem reichen Vogelleben.